# Lygodactylus madagascariensis
Lygodactylus madagascariensis este o specie de șopârle din genul Lygodactylus, familia Gekkonidae, descrisă de Boettger 1881. A fost clasificată de IUCN ca specie vulnerabilă.

## Subspecii
Această specie cuprinde următoarele subspecii:
- L. m. madagascariensis
- L. m. petteri